# محمد حسين محمد بحر العلوم
محمد حسين محمد بحر العلوم (10 حزيران 1958م - ) سياسي عراقي، يشغل حالياً منصب المندوب الدائم لجمهورية العراق لدى الأمم المتحدة، وهو عضو الائتلاف الوطني العراقي، عُيّن في عدة مناصب متعلقة بالشؤون الدولية والدبلوماسية والجغرافية السياسية، ابتداءً من مستشار لدى مجلس الحكم العراقي (2003)، والجمعية الوطنية الانتقالية (2004)، وكان قبل اشتغاله في السياسة عاملاً في مجال الهندسة والاتصالات والإعلام لمدة 35 سنة، درسَ محمد حسين المرحلةَ الإعدادية في ثانوية كيفان بالكويت سنة 1973 فتخرج منها سنة 1974، إذ كان أبوه محمد بحر العلوم قاضياً في المحكمة الجعفرية بالكويت، حصل سنة 1979م على البكالوريوس في الإلكترونيات من الجامعة التكنولوجية في بغداد، ثم عاد إلى الكويت وعمل في شركة يوسف أحمد الغانم بقسم الإلكترونيات حتى سنة 1985م، وحصل على ماجستير في الأنظمة الرقمية من جامعة برونيل في لندن، أسّسَ معهد العلمين للتعليم العالي للدراسات السياسية في النجف، متزوج وله بنتان، أو 4 أولاد.

## مناصبه
- 2009م: تعيينه في وزارة الخارجية، حيث ترأس عدة دوائر في الوزارة وكان عضوا رئيسيا مشاركاً في مراجعة وإعادة هيكلة سياسات وزارة الخارجية.
- 2010 - 2016: تعيينه سفيرا فوق العادة ومفوضا للعراق لدى دولة الكويت، وهو أول سفير عراقي في الكويت بعد انقطاع العلاقات الدبلوماسية لمدة 20 سنة، وكان قد سبقه سنة 2008، حامد الشريف قائماً بالأعمال لمدة سنتين. وكان لبحر العلوم تأثير كبير على التحول في العلاقات بين العراق والكويت (وفقاً لوزارة الخارجية العراقية).
- 2016م: تعيينه رئيساً لدائرة الأمريكتين في وزارة الخارجية.
- 2017م حزيران: تعيينه لتمثيل العراق مندوباً دائماً لدى الأمم المتحدة في نيويورك.